# Ryukyuduva
Ryukyuduva (Columba jouyi) är en utdöd fågel i familjen duvor inom ordningen duvfåglar.

## Utseende och levnadssätt
Ryukyuduvan var en stor svart duva, 45 centimeter lång, med lilarosa glans på huvudet och grönt på nedre delen av ryggen. Tvärs över axlarna syntes en blekgrå strimma. Näbben var grönblå med gul spets, fötterna purpurröda och irisen gul. Nästan inget är känt om dess levnadsvanor annat än att den förekom i tät subtropisk skog.

## Tidigare förekomst och utdöende
Ryukyuduvan förekom tidigare i ögruppen Ryukyuöarna i södra Japan, på Okinawa med kringliggande öar (Iheya, Izena, Yagahi) och Zamami samt i Daitoöarna (Kita-daito och Minami-daito. Den minskade kraftigt och oförklarligt i antal och sågs senast 1904 på Okinawa och 1936 i Daitoöarna. IUCN kategoriserar arten som utdöd. Möjligen kan skogsavverkningar ligga bakom; före Andra världskriget avskogades Daitoöarna helt och när de alleriade steg iland i april 1945 fanns inte fågeln kvar.

## Namn
Fågelns vetenskapliga artnamn hedrar Pierre Louis Jouy (1856-1894), amerikansk ämbetsman och naturforskare som samlade specimen i bland annat Korea, Japan och Kina 1881-1889.